# Masculinidade vitoriana

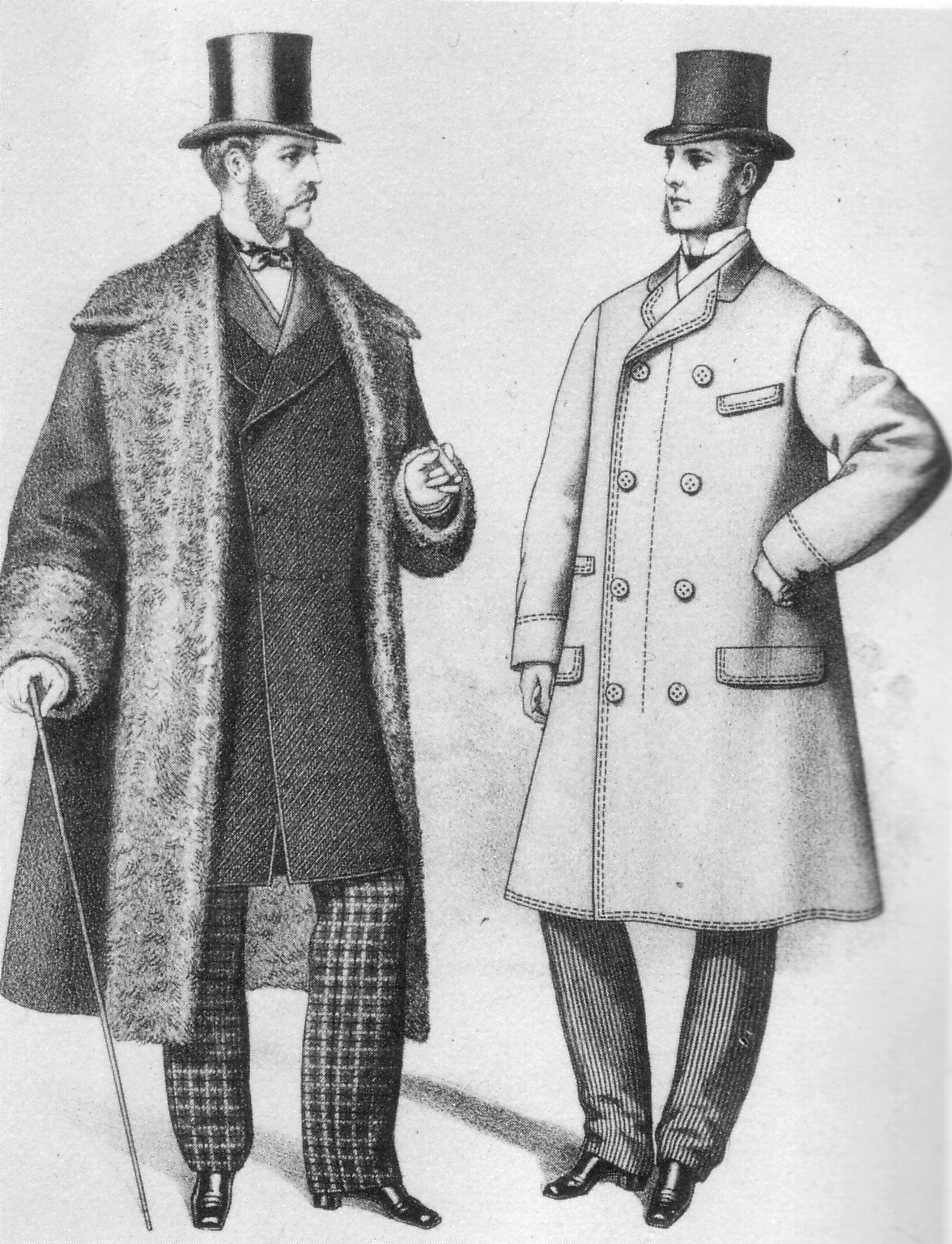
Moda masculina na década de 1870.

Durante a era vitoriana, havia, como em todas as épocas, certas expectativas sociais que os géneros separados deveriam aderir no Reino Unido e no Império Britânico. O estudo da masculinidade vitoriana é baseado na suposição de que "a construção da consciência masculina deve ser vista como historicamente específica". O conceito de masculinidade vitoriana é extremamente diverso, uma vez que foi influenciado por vários aspetos e fatores, como domesticidade, economia, papéis de género, imperialismo, costumes, religião, competição desportiva e muito mais. Alguns destes aspetos parecem estar naturalmente relacionados entre si, enquanto outros parecem profundamente não relacionais. Para homens vitorianos, isso incluía uma grande quantidade de orgulho no seu trabalho, uma atitude protetora em relação às esposas e uma aptidão para um bom comportamento social. O conceito de masculinidade vitoriana é um tópico de interesse no contexto dos estudos culturais, com ênfase especial nos estudos de género. O tema é de interesse nas áreas de história, crítica literária, estudos religiosos e sociologia. Os valores que sobreviveram até aos dias de hoje são de especial interesse para os críticos pelo seu papel na sustentação do "domínio do homem ocidental".

## Origens
O estudo da masculinidade vitoriana baseia-se na suposição de que “a construção da consciência masculina deve ser vista como historicamente específica”.
Os vitorianos viam a masculinidade como algo bom, uma forma de controlo sobre a masculinidade, que era bruta. Além disso, os homens formaram cada vez mais organizações fraternais, como os maçons e os Oddfellows.

### Cristianismo e patriarcado
O cristianismo contribuiu para o conceito vitoriano de masculinidade. O "verdadeiro" homem vitoriano deveria ser espiritual e um crente fiel. Portanto, o marido e pai era considerado o pater familias, com amplo poder. Como chefe da família, o seu dever não era apenas liderar, mas também proteger a sua esposa e filhos.

### Industrialismo

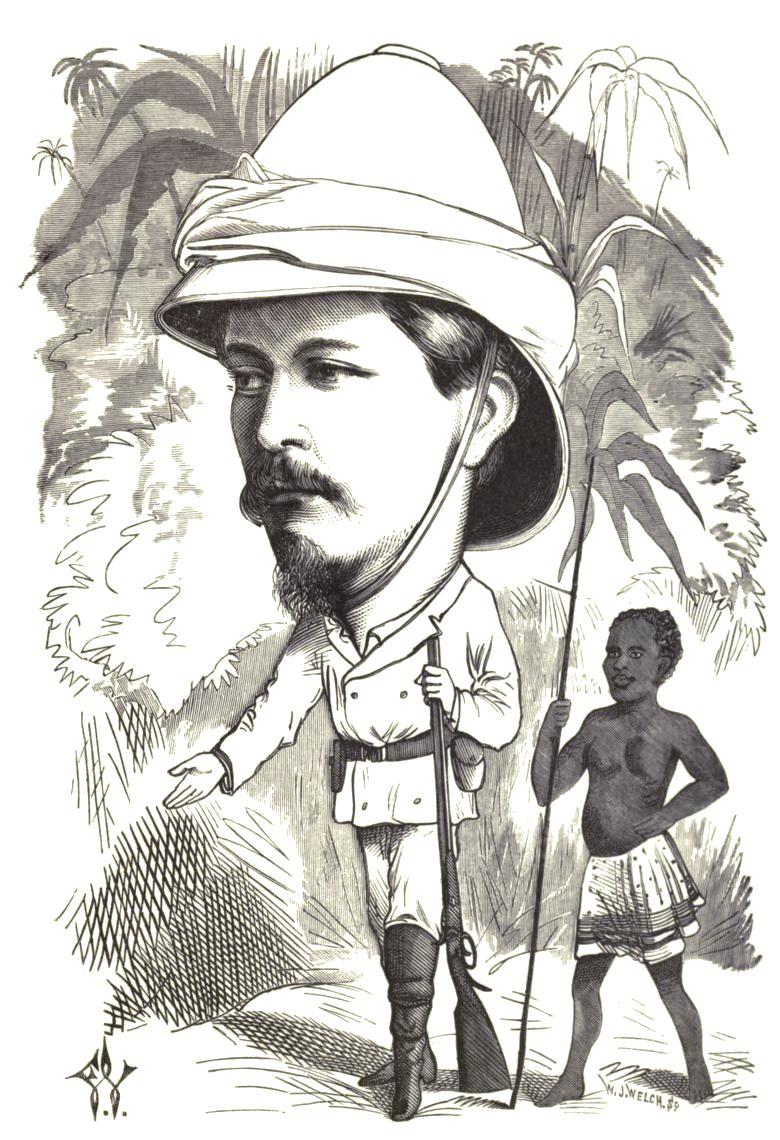
Explorador africano Henry Morton Stanley.

Assim como na esfera privada, os homens da era vitoriana eram igualmente ativos na esfera pública (em contraste com as mulheres). O trabalho era crucial para atingir um status totalmente masculino. Isto era especialmente verdadeiro para o homem de classe média; os membros masculinos da aristocracia eram vistos como ociosos porque geralmente não trabalhavam. Ao serem ativos no empreendedorismo, os homens cumpriam o seu dever de provedores, no sentido de que tinham que sustentar as suas famílias. Como o lar e o trabalho eram percebidos como esferas muito separadas, trabalhar em casa era uma questão delicada, por exemplo, para escritores, que tinham medo de que o seu status masculino fosse ameaçado. Além do trabalho, os homens vitorianos também eram ativos na esfera pública de clubes e tavernas, entregando-se à homossocialidade.
A ascensão dos princípios da gestão científica também mudou a forma como outras esferas, como o desporto, eram vistas: houve uma mudança do discurso vitoriano inicial de "jogo limpo" como o aspeto mais importante do desporto, para um que promovia o estudo "científico" do desporto para ganhar e fazer dinheiro.

## Cristianismo Muscular
Com o início da segunda metade do século XIX, a imagem do ideal de masculinidade começou a mudar. Devido a publicações como A Origem das Espécies (1859), de Charles Darwin, e às afirmações filosóficas de Friedrich Nietzsche sobre a "morte de Deus" (1882), o foco principal no conceito de masculinidade mudou de um foco espiritual na religião para um compromisso com os músculos: o "cristianismo muscular" foi criado. Ao mesmo tempo, a domesticidade masculina diminuiu.

### Desportos e preparação para o combate físico
O desenvolvimento em direção ao foco nos músculos manifestou-se na crença de que, para educar a mente, era preciso educar o corpo. Esta suposição tem as suas raízes no surgimento das ciências naturais e especialmente da biologia. Assim, o fascínio pela saúde levou a uma mania por desportos e jogos, que era exercida principalmente no sistema escolar público para meninos. O atleta era o novo herói da sociedade. Isto, segundo E.M. Forster, levou então a “corpos bem desenvolvidos, mentes bastante desenvolvidas e corações pouco desenvolvidos”. Outra razão para tais exercícios era que, no final do século XIX, o Império Britânico era visto como estando em perigo e os garotos atléticos das escolas públicas eram bons recrutas.

### Imperialismo
Na segunda metade do século XIX, o ideal de masculinidade vitoriana foi cada vez mais definido pelo imperialismo porque a subordinação de culturas não ocidentais estava no auge na Grã-Bretanha. Assim, parte do conceito de masculinidade tornou-se virtude militar e patriótica, que definia o homem ideal como corajoso e resistente, como caçadores, aventureiros e pioneiros, todos profundamente autossuficientes e independentes e com amplo conhecimento científico. Esta orientação para a robustez e a resistência também se refletiu numa mudança nas roupas: cores e materiais ricos foram desencorajados em favor de cores escuras, cortes retos e materiais rígidos.